# بني بوزكو الجبل (تنشرفي)
بني بوزكو الجبل هي إحدى مشيخات المملكة المغربية، تتبع جغرافيا لإقليم تاوريرت وإداريًا لتنشرفي. يقدر عدد سكانها بـ 7651 نسمة حسب الإحصاء الرسمي للسكان والسكنى لسنة 2004.